# Peter Snoy
Peter Snoy (* 23. September 1928 in Stuttgart; † 17. Januar 2012 in Ostfildern) war ein deutscher Ethnologe.

## Leben
Snoy wurde 1928 in Stuttgart geboren und verbrachte dort auch seine Kindheit und Jugend. 1948 schloss er die Schule ab und durchlief eine Lehre als Tischler.
1951 begann Peter Snoy schließlich ein Studium am Frobenius-Institut in Frankfurt am Main. Zu seinen Lehrern gehörten dabei unter anderem Adolf Ellegard Jensen und Helmut Petri (1907–1986). Während seines Studiums wurde Snoy nicht nur ein historischer Ansatz vermittelt, sondern auch die Relevanz materieller Kultur. Snoy entwickelte einen regionalen Fokus auf Asien und besuchte daher Vorträge von Adolf Friedrich und Carl Hentze. Noch während seines Studiums begleitete Peter Snoy zudem Adolf Friedrich, Karl Jettmar und Georg Buddruss auf deren Feldforschungsreise nach Afghanistan. Er half beim Sammeln von ethnographischem Material und interessierte sich besonders für sprachliche Angelegenheiten.
1962 schloss Snoy sein Studium mit dem Erreichen des Doktorgrades ab. Daraufhin beteiligte er sich an einer weiteren Feldforschungsreise nach Badakshan in Afghanistan. Diese wurde vom Linden-Museum in Stuttgart initiiert. Zudem bekam Snoy eine Assistenzstelle in der Abteilung für Anthropologie und Afrikastudien in Mainz und begann zu unterrichten, eines seiner Themen war beispielsweise die Materialkultur. Vorsitz der Abteilung hatte Karl Jettmar. Als dieser 1964 zum Vorsitzenden der Abteilung für Kultur- und Sozialanthropologie am Südasien-Institut der Universität Heidelberg ernannt wurde, wurde er von Peter Snoy begleitet.
1967 wurde Snoy Leiter der Institutsabteilung in Kabul. Dort hielt er Vorlesungen und organisierte außerdem weitere Feldforschungen in Afghanistan. 1971 kehrte Snoy nach Heidelberg zurück und lehrte dort bis zu seiner Pensionierung im Jahr 1993.
Peter Snoy starb am 17. Januar 2012 in Ostfildern.